# Powiat Kętrzyński
Der Powiat Kętrzyński ist ein Powiat (Kreis) im nördlichen Teil der Woiwodschaft Ermland-Masuren in Polen mit dem Sitz Kętrzyn (Rastenburg). Der Powiat zählt auf einer Fläche von 1.213 km² rund 62.500 Einwohner.

## Geografie
Die größten Seen im Powiat sind die Seen Legińskie, Dejnowa, Widryńskie, Iławki, Silec und Mój mit jeweils über 50 Hektar Wasserfläche.

### Geografische Lage
Der Powiat wird im Uhrzeigersinn von den Powiats Węgorzewo im Nordosten, Giżycko, Mrągowo, Olsztyn sowie Bartoszyce umschlossen und grenzt im Norden an die zu Russland gehörende Oblast Kaliningrad. Er ist etwas größer als der ehemalige Landkreis Rastenburg – er umfasst auch den nordöstlichen Teil des ehemaligen Landkreises Rößel und einen Teil des ehemaligen Landkreises Gerdauen.

### Geologie
Braunerde macht über 60 Prozent der Fläche des Powiats aus, vor allem im Norden und in der Mitte des Powiats ist sie stark vertreten. Schwarzerde ist der zweithäufigste Bodentyp und ist im ganzen Powiat zu finden. 1973 waren 15 Prozent des Powiats von Wald bedeckt, wobei die Wälder hauptsächlich im Osten und Südosten zu finden sind.

### Klima
Der Powiat zählt zu den kältesten Gebieten Polens. Im Jahresmittel beträgt die Temperatur 6,5 °C, im Juli sind es 16,9 °C im Februar −4,4 °C. Die niedrigste gemessene Temperatur lag bei −32,5 °C.

## Gemeinden

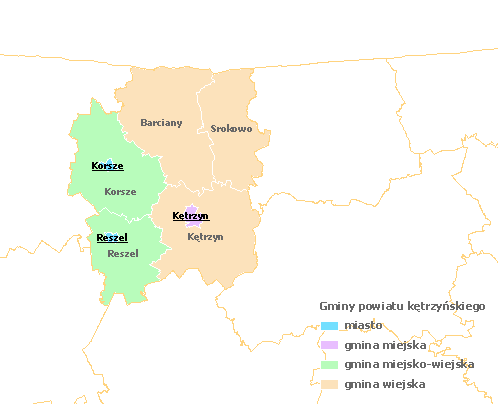
Die Gemeinden des Powiat Kętrzyński

Der Powiat Kętrzyński umfasst sechs Gemeinden, davon eine Stadtgemeinde und zwei Stadt-und-Land-Gemeinden, deren Hauptorte das Stadtrecht besitzen sowie drei Landgemeinden:
Einwohnerzahlen vom 31. Dezember 2020

### Stadtgemeinde
- Kętrzyn (Rastenburg) – 26.788

### Stadt-und-Land-Gemeinden
- Korsze (Korschen) – 9540
- Reszel (Rößel) – 7464

### Landgemeinden
- Barciany (Barten) – 6030
- Kętrzyn – 8227
- Srokowo (Drengfurth) – 3723

## Einwohnerentwicklung
Die Einwohnerentwicklung des Powiat Kętrzyński:
1995: 72.266
2000: 68.279
2005: 66.472
2010: 64.552
2019: 62.536